# قائمة حروب مصر
خاضت مصر على مر التاريخ العديد من الحروب والمعارك منذ العصر الفرعوني ومروراً بالعصر الإسلامي ووصولاً لعهد الدولة المصرية الحديثة لعدة أسباب مختلفة منها توسيع النفوذ بغرض حماية العمق الإستراتيجي للحدود المصرية، ومنها مساعدة الدول الحليفة في حروبها، ولكن يبقى أهمها صد هجمات الغزاة والمعتدين دفاعاً عن مصر. ففي عهد مُحمد علي شن الجيش المصري حملة على السودان بهدف تأليف وحدة وادي النيل وتدعيم الوحدة القومية بين البلدين.:158 وانتهت ببسط النفوذ المصري في ربوع السودان،:189 كما شارك بحرب المورة بهدف مساعدة الجيش التركي في إخماد الثورة باليونان وتوسيع نطاق الدولة المصرية وبسط نفوذها فيما وراء البحار،:193 وشن الجيش المصري حملة على سوريا قوامها 30000 مقاتل تحت قيادة إبراهيم باشا، نجحت في ضم سوريا وتحقيق أهداف مُحمد علي التوسعية والاقتصادية ودحض الجيش التركي الذي أرسله السلطان العثماني لإيقاف الجيش المصري، واستطرد زاحفا إلى الأناضول ووصل إلى حدود الآستانة مما اضطر السلطان العثماني إلى الإذعان لإبراهيم باشا والاتفاق على الصلح فيما عرف باتفاقية كوتاهيه، والتي قضت بأن يتخلى السلطان العثماني لمُحمد علي عن سوريا وإقليم أضنة مع تثبيته على مصر وجزيرة كريت والحجاز مقابل أن يجلو الجيش المصري عن باقي بلاد الأناضول.:220:257 وفي عهد عباس باشا الأول قام الجيش المصري بمساعدة الدولة العثمانية في حربها ضد الإمبراطورية الروسية المسماة «بحرب القرم» بأسطول بحري قوامه 12 سفينة، و6850 جندي بحري تحت قيادة أمير البحر حسن باشا الإسكندراني، وجيش بري قوامه 72 مدفع، و19722 جندي بري تحت قيادة الفريق سليم فتحي باشا، وانتهت الحرب بانتصار الدولة العثمانية وهزيمة الروس. وفي عهد سعيد باشا أُرسلت أورطة مصرية سودانية قوامها 453 جندي إلى المكسيك لمساعدة فرنسا في حربها ضد الحكومة المكسيكية بعد أن تخلت عنها كل من إنجلترا وإسبانيا.
تعد القوات المسلحة المصرية منذ نشأتها الحديثة أهم الجيوش العربية، وهو ما جعلها تشكل الركيزة الأساسية للأمن القومي العربي، لذا فقد شاركت بالنصيب الأوفر في الدفاع عن فلسطين والعروبة منذ اندلاع الصراع العربي الإسرائيلي عام 1948 وحتى عام 1973، حيث خاضت خمسة حروب ضد إسرائيل خلال هذه الفترة (في عام 1948 و1956 و1967، 1967-1970، و1973). كما حاربت في هذه الأثناء أيضا ضد الجيش البريطاني والجيش الفرنسي. وشاركت القوات المصرية مشاركة ملحوظة في حرب شمال اليمن الأهلية، وفي المناوشات المصرية الليبية في يوليو 1977. وكان للقوات المسلحة المصرية مشاركة كبيرة في عملية عاصفة الصحراء، وتحرير الكويت من الاحتلال العراقي في عام 1991، وكان الجيش المصري يشكل ثاني أكبر قوة من قوات التحالف.

## عصر الأسرة العلوية
| الصراع                                                                           | الطرف الأول                                                                               | الطرف الثاني                       | النتيجة | رئيس الدولة     | الخسائر       |
| -------------------------------------------------------------------------------- | ----------------------------------------------------------------------------------------- | ---------------------------------- | --- | --------------- | ------------- |
| حملة فريزر (1807)                                                                | إيالة مصر                                                                                 | المملكة المتحدة                    | انتصار - هزيمة القوات البريطانية. | محمد علي باشا   | ?             |
| الحرب الوهابية (1811–1819)                                                       | الدولة العثمانية إيالة مصر                                                                | الدولة السعودية الأولى             | انتصار - إعدام عبد الله بن سعود بن عبد العزيز بن محمد آل سعود. | محمد علي باشا   | :118:152      |
| حرب الاستقلال اليونانية (1821–1829)                                              | الدولة العثمانية إيالة مصر                                                                | اليونان                            | هزيمة - إنشاء مملكة اليونان. | محمد علي باشا   | ?             |
| الحرب المصرية - العثمانية الأولى (1831–1833)                                     | إيالة مصر                                                                                 | الدولة العثمانية                   | انتصار - ربحت مصر ولاية حلب وولاية سوريا. | محمد علي باشا   | "الحد الأدنى" |
| الحرب المصرية - العثمانية الثانية (1839–1841)                                    | إيالة مصر                                                                                 | الدولة العثمانية · المملكة المتحدة | هزيمة - تخلت مصر عن مطالبتها بسوريا. | محمد علي باشا   | ?             |
| الحرب المصرية الإثيوبية (1874–1876)                                              | مصر                                                                                       | أثيوبيا                            | هزيمة - فشل غزو إثيوبيا. | الخديوي إسماعيل | 2,000+        |
| الحرب الانجليزية المصرية (معركة كفر الدوار - معركة القصاصين - معركة التل الكبير) | مصر                                                                                       | المملكة المتحدة                    | هزيمة عرابي - نفي عرابي، ووقوع مصر تحت الاحتلال البريطاني. | الخديوي توفيق   | ?             |
| الثورة المهدية (1881–1899)                                                       | مصر · المملكة المتحدة · إيطاليا · بلجيكا · أثيوبيا                                        | الدولة المهدية                     | انتصار - تأسيس السودان الإنجليزي المصري. | الخديوي توفيق   | ?             |
| الحرب العربية الإسرائيلية الأولى (1948–1949)                                     | مصر · العراق · الأردن · سوريا · لبنان · السعودية · جيش الجهاد المقدس · جيش الإنقاذ العربي | إسرائيل                            | هزيمة - توقّف الهجوم العربي، فشل التعبئة العسكرية والاستراتيجية العربية. - هدنة 1949؛ إسرائيل تستولي على الأراضي المخصصة لها بموحب قرار تقسيم فلسطين إضافة إلى استيلائها على 50% من الأرض المخصصة للدولة العربية الفلسطينية. - ضم الضفة الغربية من قبل الأردن وإدارة قطاع غزة من قبل مصر. | فاروق الأول     | 1,200- 2,000  |

## العصر الجمهوري
| الصراع                    | مصر وحلفائها                                                                                         | الخصوم                            | النتيجة | رئيس الدولة     | القائد العام     | الخسائر        | الخسائر       |
| الصراع                    | مصر وحلفائها                                                                                         | الخصوم                            | النتيجة | رئيس الدولة     | القائد العام     | العسكريين      | المدنيين      |
| ------------------------- | --- | --------------------------------- | --- | --------------- | ---------------- | -------------- | ------------- |
| العدوان الثلاثي (1956)    | مصر                                                                                                  | إسرائيل · المملكة المتحدة · فرنسا | هزيمة (انتصار سياسي لكن هزيمة عسكرية) - فشل الهجوم الثلاثي وسحب الدول الثلاث لقواتها خارج مصر.                                                                                 | جمال عبد الناصر | عبد الحكيم عامر  | 1,650– 3,000   | ~1,000        |
| حرب 1967 (1967)           | مصر · سوريا · الأردن · العراق · لبنان · السودان · الجزائر                                            | إسرائيل                           | هزيمة - احتلت إسرائيل قطاع غزة وسيناء والضفة الغربية ومرتفعات الجولان. | جمال عبد الناصر | عبد الحكيم عامر  | 10,000- 15,000 | غير معروف     |
| حرب الاستنزاف (1967–1970) | مصر                                                                                                  | إسرائيل                           | كلا الطرفين ادعيا النصر - إعادة بناء الجيش المصري - وقف إطلاق النار وقبول مبادرة روجرز - إنشاء خط بارليف - إقامة حائط الصواريخ - حالة اللا سلم واللا حرب                       | جمال عبد الناصر | محمد فوزي حاخوا  | 2,882- 10,000  | 2,882- 10,000 |
| حرب أكتوبر (1973)         | مصر · سوريا · العراق · الأردن · الجزائر · كوبا · المغرب · تونس · السعودية · الكويت · ليبيا · السودان | إسرائيل                           | انتصار (نجحت مصر في تدمير خط بارليف واستعادة أجزاء من سيناء بالقوة العسكرية، ثم استعادة كامل سيادتها على سيناء بعد توقيع معاهدة السلام مع إسرائيل، والتحكيم الدولي لقضية طابا) | أنور السادات    | أحمد إسماعيل علي | 5,000- 15,000  | غير معروف     |

### دعم عسكري ومناوشات حربية
| الصراع                              | مصر والحلفاء | الخصوم                                               | النتيجة | رئيس الدولة       | القائد العام              | الخسائر   | الخسائر   |
| الصراع                              | مصر والحلفاء | الخصوم                                               | النتيجة | رئيس الدولة       | القائد العام              | العسكريين | المدنيين  |
| ----------------------------------- | --- | ---------------------------------------------------- | --- | ----------------- | ------------------------- | --------- | --------- |
| ثورة 26 سبتمبر اليمنية (1962–1967)  | الجمهورية العربية اليمنية · مصر                                                                                 | المملكة المتوكلية اليمنية · المملكة العربية السعودية | طريق مسدود - قرار الخرطوم، والانسحاب المصري.                                                                               | جمال عبد الناصر   | عبد الحكيم عامر           | ~26,000   | لا شيء    |
| حرب الرمال (1963)                   | الجزائر · مصر                                                                                                   | المغرب                                               | طريق مسدود - إغلاق حدود جنوب فكيك.                                                                                         | جمال عبد الناصر   | عبد الحكيم عامر           | غير معروف | لا شيء    |
| الحرب الأهلية النيجيرية (1967–1970) | نيجيريا · مصر                                                                                                   | بيافرا                                               | انتصار - إعادة إدماج بيافرا ونيجيريا.                                                                                      | جمال عبد الناصر   | عبد الحكيم عامر محمد فوزي | غير معروف | لا شيء    |
| حرب شابا الأولى (1977)              | زائير · المغرب · مصر                                                                                            | الجبهة الوطنية لتحرير الكونغو                        | انتصار - طرد الجبهة الوطنية لتحرير الكونغو من كاتانغا.                                                                     | أنور السادات      | محمد عبد الغني الجمسي     | لا شيء    | لا شيء    |
| الحرب المصرية الليبية (1977)        | مصر | ليبيا                                                | انتصار - صد الغزو الليبي على مصر.                                                                                          | أنور السادات      | محمد عبد الغني الجمسي     | ~100      | غير معروف |
| حرب الخليج الثانية (1990–1991)      | الكويت · الولايات المتحدة · المملكة المتحدة · السعودية · فرنسا · كندا · مصر · سوريا · المغرب · سلطنة عمان · قطر | العراق                                               | انتصار - انسحاب العراق من الكويت. استعادة أمير جابر الأحمد الصباح. - خسائر فادحة وتدمير البنية التحتية العراقية والكويتية. | حسني مبارك        | يوسف صبري أبو طالب        | 11        | لا شيء    |
| تمرد كاتانغا (2013–)                | جمهورية الكونغو الديمقراطية · بنين · مصر                                                                        | ماي ماي كاتا كاتانغا                                 | مستمرة - تدخل من مونوسكو عام 2013.                                                                                         | عدلي منصور        | عبد الفتاح السيسي         | لا شيء    | لا شيء    |
| التدخل العسكري في ليبيا (2015–)     | ليبيا · مصر · الإمارات العربية المتحدة                                                                          | المؤتمر الوطني العام مجلس شورى ثوار تنظيم داعش       | مستمرة - الغارات الجوية المصرية في ليبيا.                                                                                  | عبد الفتاح السيسي | صدقي صبحي                 | لا شيء    | 21        |